# Youssoufia Berrechid
Der Club Athletic Youssoufia Berrechid (arabisch النادي الرياضي يوسفية برشيد), auch als Youssoufia Berrechid bekannt, ist ein 1927 gegründeter marokkanischer Fußballverein aus Berrechid. Aktuell spielt der Verein in der ersten Liga.

## Erfolge
- Marokkanischer Drittligameister: 2005, 2015
- Marokkanischer Zweitligavizemeister: 2022/23  ▲

## Stadion
Der Verein trägt seine Heimspiele im Stade Municipal de Berrechid (arabisch الملعب البلدي ببرشيد) in Berrechid aus. Das Stadion hat ein Fassungsvermögen von 5000 Personen.

## Trainerchronik
| Trainer           | Nation   | von              | bis               |
| ----------------- | -------- | ---------------- | ----------------- |
| Karim Bencherifa  | Marokko  | 1. Juli 1998     | 30. Juni 1999     |
| Said Seddiki      | Marokko  | 1. Juli 2009     | 1. Juli 2010      |
| Mourad Fellah     | Marokko  | 1. Juli 2016     | 15. Juni 2017     |
| Said Seddiki      | Marokko  | 1. Januar 2017   | 30. Dezember 2019 |
| Ferid Chouchane   | Tunesien | 3. Januar 2020   | 2. Februar 2020   |
| Omar Azmani       | Marokko  | 2. Februar 2020  | 20. August 2020   |
| Abderrahim Nejjar | Marokko  | 20. August 2020  | 3. Oktober 2021   |
| Mohamed Fathi     | Ägypten  | 8. Oktober 2021  | 25. April 2022    |
| Omar Azmani       | Marokko  | 26. April 2022   | 17. Juni 2022     |
| Abderrahim Nejjar | Marokko  | 17. Juni 2022    | ?                 |
| Ferid Chouchane   | Tunesien | 13. August 2022  | 22. November 2022 |
| Mohamed Guisser   | Marokko  | 20. Aujgust 2022 |                   |